# Petrus Broms
Petrus Erici Broms, född 30 november 1641 i Linköping, död 10 mars 1693 i Stockholm, var en svensk präst och lektor i Linköping.

## Biografi
Broms föddes 30 november 1641 i Linköping. Han var son till rector cantus. Han började sina studier i Linköping och blev i september 1660 student vid Uppsala universitet. 1681 blev Broms lektor i historia i Linköping. 4 september 1685 prästvigdes han. Broms blev 1692 andre teologi lektor i Linköping och kyrkoherde i Skeda församling. Broms avled 10 mars 1693 i Stockholm och begravdes 9 juli samma år i Linköpings domkyrka av biskopen Haquin Spegel.
Broms var 1686 riksdagsman.  
Ett porträtt av Broms hänger på Linköpings stiftsbibliotek.

### Familj
Broms gifte sig 18 december 1683 med Helena Pontin (1667-1700). Hon var dotter till biskopen Magnus Johannis Pontin i Linköping. De fick tillsammans barnen Helena Broms som var gift med kyrkoherden Nils Retzius i Gammalkils församling, Elsa Broms som var gift med kyrkoherden M. Lehnberg i Vimmerby församling, Catharina Broms som var gift med kyrkoherden Nicolaus Stenhammar i Svanshals församling, Johannes Wettrenius i Svanshals församlingoch Sven Thollander i Svanshals församling och kyrkoherden Petrus Broms i Östra Ryds församling. Efter Broms död gifte Helena Pontin om sig med kyrkoherden Arvid Borænius i Vreta Kloster.